# Tsukamurella ocularis
Tsukamurella ocularis es una bacteria grampositiva del género Tsukamurella. Fue descrita en el año 2018. Su etimología se refiere a ocular. Es aerobia, inmóvil, catalasa positiva y oxidasa negativa. Crece en agar sangre con colonias blancas o amarillas, secas, rugosas e irregulares. También crece en agar infusión cerebro corazón, TSA, agar chocolate y MacConkey. Temperatura óptima de crecimiento de 37 °C, pero no crece a 10 °C ni a 42 °C. Se aisló a partir de un hisopo ocular de pacientes con conjuntivitis en Hong Kong, por lo que puede causar conjuntivitis. Además, también se ha aislado en un caso de bacteriemia por catéter.